# Société Générale
Société Générale (Euronext GLE) és una entitat financera creada a França durant el s. XIX, amb presència a més de 80 països de tot el món i més de 100.000 empleats. És un dels 10 bancs més importants de la zona euro. Als Països Catalans té presència a través d'una sucursal a Barcelona, i es dedica a negocis com la Banca Privada i la Banca d'Inversions.